# Дейв Ґрол
Девід Ерік «Дейв» Ґрол (англ. David Eric "Dave" Grohl; 12 січня 1969) — американський рок-музикант, мультиінструменталіст, співак, пісняр і продюсер, який вперше отримав визнання і популярність як барабанщик гранж-гурту «Nirvana». 25 вересня 1990 Дейв Ґрол, барабанщик «Scream», покинув її і приєднався до «Nirvana». Перший виступ з «Нірваною» відбувся в North Shore Surf Club in Olympia, Вашингтон, 11 грудня 1990 року.
Він також вокаліст, ритм-гітарист, основний пісняр і засновник гурту «Foo Fighters».
Є барабанщиком і одним із засновників «супергурту» «Them Crooked Vultures». Ще Ґрол написав і виконав всі партії на муз. інструментах на його сайд-проектах Late!(1992) та Probot (2004), співпрацював з Queen Of The Stone Age на двох альбомах Songs for the Deaf (2002) та …Like Clockwork (2013).
Також виступав з безліччю інших музикантів, серед яких Garbage, Killing Joke, Kristeen Young, Nine Inch Nails, David Bowie, Paul McCartney, The Prodigy, Slash, Iggy Pop, Juliette and the Licks, Tenacious D, RDGLDGRN, Tom Petty and the Heartbreakers, Lemmy, Stevie Nicks, Zac Brown Band and Ghost.

## Життєпис
Ранні роки. Ґрол народився у місті Воррен, штат Огайо, в сім'ї Вірджинії та Джеймса Ґролів. Його мама була вчителькою в школі, а тато журналістом, має старшу сестру, яку звати Ліза. Він має словацьке, німецьке та ірландське коріння. Коли Девід був дитиною, його сім'я переїхала з Воррена в Спрінгфілд, штат Вірджинія, а коли йому було 7 років — батьки розлучилися і Ґрол залишився жити з матір'ю.
У віці 10 років Ґрол організовує зі своїм приятелем дует H. G. Hankcock Band, в якому грає на гітарі з однією струною, а приятель вистукує по кухонному посуду. В 12 років, Дейв починає вчитися грати на гітарі, пише пісні про друзів та про свою собаку та записує їх на магнітофон — спочатку гітару а потім накладає ударні, та скоро втомлюється від занять та починає грати в групах з друзями — перша мала назву «Midtown». Через рік Дейв з сестрою їдуть на літо до двоюрідної сестри Трейсі в Еванстон, штат Іллінойс, там вона водить їх на різні панк-концерти і згодом, за словами Ґрола, вони відчули себе справжніми панками — «мені подобалося бути просто маленьким засранцем-панком, тинятись по місту та бути маленьким ізгоєм», але це була одна причина захоплення цією музикою, друга — в енергії, яку вона випромінювала.
В школі Дейв курив багато «трави», про що дуже зараз жалкує і в тій же школі грав в групі Freak Baby. Скоро з'ясувалося, що їхній барабанщик не справляється і за барабани сідає Дейв, перед тим потренувавшись на книжках, стільцях та інших меблях — і вживається в роль.
Згодом були Dain Bramage з якими він записав один альбом. В 17 Ґрол займає місце барабанщика в групі Scream, збрехавши, що йому вже виповнилося 20, кидає школу, пізніше пояснивши цей вчинок так: "«Мені було 17 років і страшенно не терпілося побачити світ, тому я так і зробив». Наступні чотири роки Ґрол багато гастролював разом з групою, записавши декілька живих альбомів і два студійних: No More Censorship та Fumble, на якому Ґрол сам написав і виконав пісню Gods Look Down.

## Дискографія
Nirvana
- 1991 — Nevermind
- 1992 — Incesticide
- 1993 — In Utero
- 1994 — MTV Unplugged in New York
- 1996 — From The Moody Banks Of The Wishkah

Foo Fighters
- 1995 — Foo Fighters
- 1997 — The Colour and the Shape
- 1999 — There Is Nothing Left to Lose
- 2002 — One by One
- 2005 — In Your Honor
- 2006 — Skin And Bones (live acoustic)
- 2007 — Echoes, Silence, Patience & Grace
- 2009 — Greatest Hits
- 2011 — Wasting Light
- 2014 — Sonic Highways
- 2015 — Saint Cecilia EP
- 2017 — Concrete and Gold
- 2021 — Medicine at Midnight
- 2023 — But Here We Are

Queens of the Stone Age
- 2002 — Songs For The Deaf
- 2013 — …Like Clockwork

Tenacious D
- 2001 - Tenacious D
- 2006 - Pick Of Destiny
- 2012 - Rize Of The Fenix

Інші
- 1988 - Scream «No More Censorship»
- 1993 - Scream «Fumble»
- 1992 - Late! «Pocketwatch»
- 2004 - Probot «Probot»
- 2013 - Sound City soundtrack «Real To Real»
- 2009 - Them Crooked Vultures «Them Crooked Vultures»